# Moreno (genre)
Pour les articles homonymes, voir Moreno.
Genre
Moreno est un genre d'araignées aranéomorphes de la famille des Prodidomidae.

## Distribution
Les espèces de ce genre se rencontrent en Argentine et au Chili.

## Description
Les espèces de ce genre mesurent de 1,8 à 2,7 mm.

## Liste des espèces
Selon World Spider Catalog (version 23.0, 03/02/2022) :
- Moreno chacabuco Platnick, Shadab & Sorkin, 2005
- Moreno chivato Platnick, Shadab & Sorkin, 2005
- Moreno grande Platnick, Shadab & Sorkin, 2005
- Moreno morenoi Mello-Leitão, 1940
- Moreno neuquen Platnick, Shadab & Sorkin, 2005
- Moreno ramirezi Platnick, Shadab & Sorkin, 2005

## Systématique et taxinomie
Ce genre a été décrit par Mello-Leitão en 1940 dans les Gnaphosidae. Il est placé dans les Prodidomidae par Platnick, Shadab et Sorkin en 2005, dans les Gnaphosidae par Azevedo, Griswold et Santos en 2018 puis dans les Prodidomidae par Azevedo, Bougie, Carboni, Hedin et Ramírez en 2022.

## Étymologie
Ce genre est nommé en l'honneur de Francisco Moreno.

## Publication originale
- Mello-Leitão, 1940 : « Arañas de la provincia de Buenos Aires y de las gobernaciones de La Pampa, Neuquén, Río Negro y Chubut. » Revista del Museo de La Plata Nueva Serie, Sección Zoología, vol. 2, no 9, p. 3-62.